# NewPRO

Имитация коробочной упаковки NewPRO (размер программы около 200 килобайт, распространяется исключительно через Интернет, коробочный вариант никогда не существовал)

NewPRO — организованная в Интернете финансовая пирамида, предлагающая возможность быстрого заработка. Согласно утверждению рекламного письма, запущена 7 октября 2007 года. Основой служит небольшая (около 200 килобайт) специализированная компьютерная программа, по механизму действия и основным признакам схожая со стартовавшей в 2006 году финансовой пирамидой «Бинар» (MyBinar). 7 июня 2009 года полный аналог NewPRO запущен под названием «программа SuperProgik». Некоторые факты (взаимная совместимость ключей) указывают на то, что эти программы созданы одной группой лиц.

## Юридические особенности
Отличительной особенностью данной пирамиды является юридическая продуманность:
- Сохраняется полная анонимность организаторов. Их невозможно привлечь к материальной или уголовной ответственности за организацию финансовой пирамиды.[1]
- Сама программа NewPRO не содержит функции рассылки спама и поэтому не может считаться незаконной или вредоносной программой. В то же время кураторы всегда порекомендуют или предоставят дополнительное программное обеспечение для автоматического поиска почтовых адресов и рассылке на найденные адреса (или по уже готовым спискам) рекламных писем с призывом присоединиться. Фактически эти дополнительные программы организуют спам-рассылки, без которых активное распространение программы было бы невозможно. Приходят письма с размером от нескольких килобайт до 5 мегабайт (со вложенным файлом Word-формата, иногда добавляется аудиопрезентация на 6 мегабайт в формате mp3). Легко посчитать, что общий объём рассылаемых писем для рекламы этой программы измеряется терабайтами.[2] Стоимость прокачки этого трафика превышает потенциальные доходы. За это активные распространители могут привлекаться к ответственности (рассылка спама является нарушением российского Федерального закона «О рекламе», ст.18, п.1).
- Участники пирамиды юридически не являются вкладчиками. Они — клиенты, покупатели программного продукта с оговоренной функциональностью. Это делает невозможным использование механизмов государственного финансового надзора или предъявление каких-либо финансовых претензий, так как программа действительно обладает оговоренными возможностями по генерации ключей и автоматическому поиску куратора вышестоящего уровня.
- Всячески подчёркивается, что программа NewPRO является модернизированной и улучшенной системой многоуровневого сетевого маркетинга по распространению конкретного товара — программного продукта NewPRO. Однако этот «товар» не может самостоятельно удовлетворять никакую человеческую потребность. Единственное его назначение — построение и контроль пирамиды по продаже себя самого. Вне пирамиды программа NewPRO совершенно бесполезна. Кроме того, вся система теоретически не может «работать» без постоянного привлечения новых «покупателей». Ведь только деньги новичков (первого уровня) создают возможность получения дохода на всех последующих уровнях. Это является принципиальным отличием программы NewPRO от реальных систем сетевого маркетинга, которые предлагают товар, который имеет самостоятельную ценность для потребителя (косметика, страхование, бытовая химия) и сбытовая сеть которых теоретически может существовать и без привлечения новых клиентов (только за счёт продаж новых партий товаров в рамках уже сложившейся сетевой структуры).
- В тексте рекламного письма есть фраза, что «часть клиентов, по различным причинам, выйдет из этого бизнеса» и это может существенно уменьшить доход, обещанных миллионов «Вы, скорее всего, не заработаете». Наличие этой фразы позволяет считать, что потенциальный участник пирамиды был предупреждён о возможности неполучения ожидаемого дохода, что делает невозможным квалифицировать данное предложение как мошенничество. Всегда можно будет сказать, что неудачники просто неверно оценили свои силы или не умеют работать, а о возможности недополучения дохода их предупреждали.

## Текст письма
Стандартный текст письма многократно обещает при небольших затратах времени и при наличии доступа в Интернет возможность получить много денег. Указывается, что программа NewPRO является новейшей информационной технологией и учитывает опыт лучших проектов многоуровневого сетевого маркетинга и электронной коммерции. Отмечается автономность работы программы, исключение человеческого фактора и возможности манипулирования. Указывается, что это «легальная возможность заработать деньги». Этим создаётся впечатление, что речь идёт об одном из направлений бизнеса, с обычной для бизнеса возможностью получения прибыли.
Несмотря на заверения в легальности, в письме нигде не упоминается о налогообложении. Приводимые примеры, рекомендации, расчёты налогообложение не показывают и не предусматривают.
Далее в письме раскрывается алгоритм действий потенциального участника.

## Механизм действия
Для рекламы программы с различных адресов рассылают по почтовым ящикам письма с предложением быстрого заработка. Количество приходящих сообщений находится в непосредственной зависимости от количества вовлечённых участников.
1. Для активации программы требуется индивидуальный ключ, который можно получить за 99 рублей от своего «куратора». Самая главная помощь от куратора — дополнительное программное обеспечение по автоматическому поиску почтовых адресов и рассылке на них или по уже готовым спискам рекламных писем с призывом присоединиться. Существуют сайты, где программу и первый ключ можно получить бесплатно. Но для получения последующих ключей обязательно нужно продать не менее трёх индивидуальных ключей первого уровня. Эта уловка позволяет владельцам ключа второго и выше уровней вовлекать в свою ветку пирамиды дополнительных участников, увеличивая свой доход от последующих продаж.
2. Необходимо привлечь минимум трёх новых участников, для которых программа генерирует индивидуальные ключи. Предполагается, что для этого достаточно разослать 20 тысяч писем.
3. После привлечения новичков программа предложит приобрести за 199 рублей вторую часть, и укажет адрес «куратора» 2 уровня. Для оплаты предполагается использовать средства, полученные от продажи индивидуальных ключей первого уровня.
4. После ввода новых ключей появляется возможность генерировать собственные ключи второго уровня. Заказчиками для них должны стать 9 клиентов (три Ваших первых клиента привлекут каждый по три новых, которые после привлечения своей тройки станут покупателями ключей второго уровня). Ожидаемый доход 9 * 199 = 1791 рублей.
5. Стоимость третьего уровня — 499 рублей (27 заказов), четвёртого — 1099 (81), пятого — 2499 (243), шестого — 5299 (729), седьмого — 11 599 рублей. Предполагается, что седьмой уровень обеспечит 2187 заказов.

Уверяется, что гарантией успеха служит секретная формула, суть которой не объясняется.
Программа самостоятельно отслеживает цепочки участников. Если «куратор» не отвечает на письма несколько дней, тогда программа предложит адрес другого куратора.
В Интернете достаточно быстро появились описания структуры ключей, которые позволяют самостоятельно сгенерировать любое количество ключей любого уровня.

## Размер пирамиды
В рекламном письме обычно есть фраза:

Вы, наверное, думаете: «Откуда возьмется так много клиентов?» — Не беспокойтесь. Ежедневно в России к Интернету подключаются минимум 1000 новых пользователей!!! На всех хватит!

При знакомстве с механизмом работы программы создаётся впечатление, что требуется не очень много участников. При подсчёте числа участников в сети, где один участник готов купить ключ третьего уровня (он продал 9 ключей второго уровня), на самом нижнем уровне должно быть 27 участников, а общая численность сети достигает 40 человек. Для того, чтобы одному человеку действительно получить запланированное число заказов на седьмом уровне в основании сети (на первом уровне) должны заплатить 2187*729*243*81*27*9*3=22 876 792 454 961 (почти 23 триллиона) человек. Общая численность пирамиды, с учётом всех промежуточных уровней, должна быть ещё больше — свыше 30 триллионов человек. Для сравнения: численность населения мира около 6,8 миллиарда (6 790 062 216) человек.
Есть несколько более простое объяснение подсчёта числа участников.. Если участник продаёт ключ четвёртого уровня, то под ним - сетка из четырёх уровней, и ключи покупает самый нижний уровень. Но участникам этого нижнего уровня для покупки ключа необходимо продать ключи третьего уровня, то есть выстроить под собой пирамиду из трёх уровней, где ключи будет покупать также нижний уровень, которому для покупки нужна своя сетка из двух уровней, в которой, в свою очередь, нижнему уровню нужно продать ключи первого уровня. В результате, вместо рассматриваемых четырёх уровней, пирамида насчитывает 4+3+2+1=10 уровней. Так как на каждом уровне происходит утроение участников, то для подсчёта количества участников на самом нижнем уровне нужно 3 возвести в степень общего числа уровней. Вот таблица полного количества уровней пирамиды, необходимого для продажи соответствующего ключа:
| Уровень продаваемого ключа | Общее количество уровней в пирамиде | Количество участников в основании пирамиды |
| -------------------------- | ----------------------------------- | ------------------------------------------ |
| 1                          | 1                                   | 31=3                                       |
| 2                          | 3                                   | 3=27                                       |
| 3                          | 6                                   | 36=729                                     |
| 4                          | 10                                  | 310=59 049                                 |
| 5                          | 15                                  | 315=14 348 907                             |
| 6                          | 21                                  | 321=10 460 353 203                         |
| 7                          | 28                                  | 328=22 876 792 454 961                     |